# Drei Tonstücke für Orgel
Drei Tonstücke für Orgel is een compositie van Niels Gade. Het werk begon origineel als een Sonate voor orgel en bevatte toen ook vier delen. In september 1851 schreef hij naar Clara Schumann nog over dat werk. Toen hij zijn manuscript inleverde bij zijn uitgever was het tweede deel verdwenen en waren de delen 3 en 4 naar een andere toonsoort getransponeerd. Op 3 maart 1851 was Gade organist geworden van de Garrisons Kirche in Kopenhagen.
De vier delen:
1. Moderato in F majeur
2. Andante in d mineur (geschrapt)
3. Allegretto in C majeur (was Bes majeur)
4. Allegro con fuoco in  a mineur (was g mineur)

## Discografie
- Uitgave BIS Records; Ralf Gustafsson, een opname uit 1990
- Uitgave Dacapo:  Hans Fagius, een opname uit 2004/2005